# Chorwaccy posłowie do Parlamentu Europejskiego 2024–2029
Chorwaccy posłowie X kadencji do Parlamentu Europejskiego zostali wybrani w wyborach przeprowadzonych 9 czerwca 2024, w których wyłoniono 12 deputowanych.

## Posłowie według list wyborczych
Chorwacka Wspólnota Demokratyczna
- Nikolina Brnjac
- Sunčana Glavak[2]
- Davor Ivo Stier
- Karlo Ressler
- Tomislav Sokol[3]
- Željana Zovko

Socjaldemokratyczna Partia Chorwacji i koalicjanci
- Biljana Borzan
- Romana Jerković
- Tonino Picula
- Marko Vešligaj, poseł do PE od 5 września 2024[4]

Ruch Ojczyźniany
- Stephen Nikola Bartulica

Možemo!
- Gordan Bosanac[5]

Byli posłowie X kadencji do PE
- Predrag Matić (SDP i koalicjanci), do 23 sierpnia 2024, zgon[6]